# Thomas Hamon
Thomas Hamon (ur. 19 marca 1986 w Calais) – francuski kolarz BMX, złoty medalista mistrzostw świata.

## Kariera
Największy sukces w karierze Thomas Hamon osiągnął w 2008 roku, kiedy zdobył złoty medal w konkurencji cruiser podczas mistrzostw świata w Taiyuan. W zawodach tych wyprzedził bezpośrednio Włocha Manuela De Vecchiego oraz Wenezuelczyka Jonathana Suáreza. Był to jedyny medal wywalczony wśród seniorów przez Hamona na międzynarodowej imprezie tej rangi. Na rozgrywanych dwa lata później mistrzostwach świata w Pietermaritzburgu był czwarty w wyścigu elite, przegrywając walkę o podium ze swym rodakiem Jorisem Daudetem. Ponadto jako junior zdobył dwa medale: na MŚ w Perth (2003) był trzeci w cruiserze, a na MŚ w Valkenswaard (2004) drugi w wyścigu klasycznym. Nigdy nie brał udziału w igrzyskach olimpijskich.